# Werner Gräber
Werner Gräber (* 18. November 1939; † 3. November 1995) war ein deutscher Fußballspieler. Für Hannover 96 absolvierte er von 1964 bis 1968 in der Fußball-Bundesliga 89 Spiele und erzielte dabei 13 Tore.

## Laufbahn
Werner Gräber durchlief die Jugendabteilung des Meidericher SV. Jugendkollegen wie auch später Mitspieler in der Oberliga West waren Werner Lotz, Heinz Versteeg, Werner Krämer, Dieter Danzberg, Hartmut Heidemann und Manfred Müller. Am 12. April 1959 bestritt der Nachwuchsspieler beim nachgeholten Heimspiel gegen Preußen Münster unter Trainer Helmut Kronsbein als Linksaußen sein Debüt in der Oberliga. Bei der 0:1-Niederlage stürmte er an der Seite von Krämer, Lotz, Versteeg und Kurt Nolden. Da er in drei Runden, von 1958/59 bis 1960/61, nur zu insgesamt 15 Einsätzen in der Oberliga mit zwei Toren kam, machte er in den nächsten zwei Jahren einen Schritt zurück und schloss sich im Duisburger Süden dem Traditionsverein Duisburg 48/99 in der 2. Liga West an. In der Fugmann-Kampfbahn, dort hatte Ex-Nationalspieler Willy Busch die besseren Zeiten der Schwarz-Weißen erlebt, erreichte er im letzten Jahr des alten erstklassigen Oberligasystems und dem Unterbau der 2. Liga, 1962/63, die Vizemeisterschaft und machte mit seinen Leistungen den ambitionierten Vertreter der niedersächsischen Landeshauptstadt, Hannover 96, auf sich aufmerksam. Gräber wechselte zur Runde 1963/64 nach Hannover und spielte damit mit den „Roten“ in der Regionalliga Nord. Von Hamborn 07 kam noch der Torhüter Horst Podlasly und vom FC Schalke 04 der Mittelstürmer Walter Rodekamp. Trainer Helmut Kronsbein erreichte mit den 96ern die Vizemeisterschaft – Gräber spielte überwiegend als Halbstürmer und erzielte in 28 Spielen elf Tore – und zog damit in die erstmals ausgetragene Aufstiegsrunde zur Bundesliga ein.
Gegen den Südmeister KSV Hessen Kassel, den Westmeister Alemannia Aachen und den Südwestvize FK Pirmasens setzte sich Hannover in der Aufstiegsrunde in sechs Spielen durch. Gräber absolvierte alle sechs Partien und erzielte vier Tore, dabei die zwei Treffer am ersten Spieltag, beim 2:1-Auswärtserfolg in Kassel und den Siegtreffer am dritten Spieltag, beim 2:1-Heimerfolg gegen Aachen.
Gräber und seine Aufstiegskollegen starteten mit einem 2:0-Auswärtserfolg am 22. August 1964 bei Borussia Dortmund in die Bundesliga. Das erste Bundesligaheimspiel fand acht Tage später im heimischen Niedersachsenstadion gegen den Premierenmeister der Bundesliga, den 1. FC Köln, statt. Werner Gräber erzielte vor 78.000 Zuschauern die beiden Treffer zum 2:0-Heimsieg gegen die von Leo Wilden und Hans Schäfer angeführten „Geißböcke“ aus Köln. Der Aufsteiger belegte am Rundenende mit 33:27 Punkten den fünften Rang und Gräber hatte in 24 Einsätzen fünf Treffer erzielt.
Unter Trainer Horst Buhtz – 1966 bis 12. Februar 1968 – war der Halbstürmer in der Saison 1966/67 mit 27 Einsätzen und vier Toren nochmals in der Stammformation. Als zur Runde 1967/68 mit Jupp Heynckes und Josip Skoblar zwei namhafte Stürmer nach Hannover kamen, beendete der Mann aus Duisburg nach weiteren 21 Bundesligaeinsätzen mit zwei Treffern im Sommer 1968 seine Laufbahn in der Bundesliga. Sein letzter Einsatz in der Bundesliga fand am 6. April 1968 beim 2:1-Heimerfolg gegen den VfB Stuttgart statt. Im Messepokal ragten seine drei Einsätze in der Runde 1965/66 gegen den FC Barcelona heraus. Gegen die Katalanen wurde das Heimspiel mit 2:1 gewonnen, im Camp Nou mit 0:1 verloren und das Entscheidungsspiel endete am 2. März 1966 in Hannover 1:1 nach Verlängerung. Barcelona kam durch Losentscheid eine Runde weiter und setzte sich später in den Finalspielen gegen Real Saragossa durch.
Im Sommer 1968 wechselte Gräber für eine Saison zum Wuppertaler SV in die Regionalliga West. Dort trat auch sein vorheriger Trainer Buhtz sein neues Amt an und mit ihm wechselte auch noch von Hannover Hermann Straschitz in das Stadion am Zoo. Zusätzlich kamen noch Reza Adelkhani, Heinz Bonn, Jürgen Radau, Rainer Skrotzki und Herbert Stöckl nach Wuppertal. Am Rundenende reichte es zwar zu einem guten fünften Platz, aber die drei Teams an der Tabellenspitze, Rot-Weiß Oberhausen, Rot-Weiss Essen und der VfL Bochum, hatten doch einen deutlichen Vorsprung erspielt. Gräber kam in 32 Spielen an der Seite der Leistungsträger Emil Meisen, Erich Miss und Manfred Reichert zum Einsatz und brach aber nach nur einer Runde seine Zelte in Wuppertal ab. Es zog ihn wieder nach Hannover, wo er von 1969 bis 1971 noch für zwei Jahre für Arminia Hannover die Stiefel in der Regionalliga Nord (31 Spiele – 5 Tore) schnürte.